# Ярычев, Насруди Увайсович
Насруди Увайсович Ярычев (чечен. Ярычев Увайси ВоӀ Насруди; 7 апреля 1983 года, Кулары, Чечено-Ингушская Республика) — российский учёный, доктор педагогических наук (2011), доктор философских наук (2017), профессор (2017, 2018, 2020, 2021), эксперт Межведомственного совета по присуждению премий правительства России в области образования (2020).

## Биография

### Ранние годы
Насруди Ярычев родился 7 апреля 1983 года в селении Кулары (ныне в Ачхой-Мартановском районе Чеченской Республики).

### Образование
Окончил с золотой медалью среднюю школу № 8 Ленинском районе Грозного.
– в 2005 году с отличием окончил заочное отделение исторического факультета ГОУ ВПО «Чеченский государственный университет» по специальности «История»;
– в 2006 году с отличием окончил очное отделение факультета социальной работы, педагогики и психологии ГОУ ВПО «Российский государственный социальный университет» по направлению подготовки «Социальная работа»;
– в 2013 году с отличием окончил заочное отделение юридического факультета ФГБОУ ВПО «Чеченский государственный университет» по специальности «Юриспруденция».

### Профессиональная деятельность
Проректор по учебной работе ФГБОУ ВО "Чеченского государственного университета имени А. А. Кадырова" с 9 января 2018 года.
По окончании с отличием университета, Насруди Увайсович поступил в заочную аспирантуру по кафедре философии и теологии Белгородского государственного национального исследовательского университета, которую досрочно окончил с защитой диссертации «Межпоколенческие отношения и конфликты в традиционной культуре чеченцев» на соискание ученой степени кандидата философских по специальности 24.00.01 – Теория и история культуры (философские науки).
В 2011 году в Южно-Уральском государственному университете защитил диссертацию «Концепция развития конфликтологической культуры учителя в самообучающейся организации» на соискание ученой степени доктора педагогических наук по специальности 13.00.08 – Теория и методика профессионального образования (педагогические науки), приказ № 709/нк-4 Министерства образования и науки Российской Федерации от 18.10.2012 г.
В 2017 году в Белгородском государственном национальном исследовательском университета защитил диссертацию «Культурно-цивилизационные и национально-исторические основания диалога поколений» на соискание ученой степени доктора философских наук по специальности 24.00.01 – Теория и история культуры (философские науки), приказ № 380/нк-7 Министерства образования и науки Российской Федерации от 11.04.2018 г.
В 2024 году В Челябинском государственном институте культуры защитил диссертацию «Феномен мемориальной культуры: теоретико-методологические основания исследования и специфика репрезентации в современных социокультурных реалиях Чеченской Республики» на соискание учёной степени доктора культурологии по специальности 5.10.1. Теория и история культуры, искусства (культурология), приказ № 1145/нк-2 Министерства науки и высшего образования Российской Федерации от 28.11.2024 г.
В 2012 году приказом Министерства образования и науки Российской Федерации от 20.12.2012 г. № 765/нк-3 Насруди Увайсовичу присвоено учёное звание доцента по кафедре педагогики и психологии.
С 2020 года эксперт Межведомственного совета по присуждению премий Правительства РФ в области образования.
Является членом Общественной палаты Чеченской Республики, а также членом Общественного совета при Министерстве образования и науки Чеченской Республики, членом Совета по образованию и науке при Главе Чеченской Республике.
27 мая 2021 года избран членом-корреспондентом Российской академии образования.
Автор более 400 опубликованных научных и учебно-методических работ, в числе которых 10 монографий.

## Интересные факты
Насруди Ярычев является самым молодым доктором наук в истории Чеченской Республики, а также находится в пятёрке самых молодых докторов наук в истории России. На момент получения этого звания ему было всего 28 лет.
Н.У. Ярычев отличается активной и принципиальной научной позицией в обеспечении качества научно-исследовательских работ, публикуемых в высокорейтинговых научных российских журналах. Он является членом редакционных советов и коллегий ряда научных журналов, в том числе входящих в перечень ведущих рецензируемых научных изданий, рекомендованных Высшей аттестационной комиссией при Министерстве науки и высшего образования Российской Федерации для публикации основных результатов диссертаций на соискание ученой степени кандидата наук, на соискание ученой степени доктора наук:
– «Научное обеспечение системы повышения квалификации кадров» (г. Челябинск): https://chiro74.ru/p/spisok-redaktsionnogo-soveta-i-redaktsionnoy-kollegii
– «Челябинский гуманитарий» (г. Челябинск): https://znakmedia.ru/index.php/chelgum/about/editorialTeam
– «Мир науки. Педагогика и психология» (г. Москва): https://mir-nauki.com/redkollegiya.html
– «Северный регион: наука, образование, культура» (Сургут): https://www.sev-reg.ru/jour/pages/view/EditorialC
– «Наука. Искусство. Культура» (г. Белгород): https://journal.bgiik.ru/index.php/nik/about/editorialTeam
– «Глобальные проблемы современности» (г. Москва): https://ijpae.ru/our-team/
– «Педагогика и психология служебной деятельности» (г. Москва): chrome-extension://efaidnbmnnnibpcajpcglclefindmkaj/http://niion.org/wp-content/uploads/magazines/PPSD/EC_202206.pdf
– «Образование. Наука. Научные кадры» (г. Москва): https://elibrary.ru/title_about_new.asp?id=28115

## Почётные звания и награды
- Заслуженный деятель науки Республики Ингушетия (18 марта 2025) — за вклад в научно-педагогическую деятельность, подготовку высокопрофессиональных специалистов для Республики Ингушетии.
- Народный учитель Чеченской Республики (22 марта 2023) — за вклад в развитие системы образования Чеченской Республики, многолетнюю добросовестную работу.
- Заслуженный учитель Чеченской Республики (8 февраля 2021) — за вклад в развитие системы образования и науки Чеченской Республики, научную и педагогическую деятельность.
- Заслуженный деятель науки Чеченской Республики (23 апреля 2018) — за вклад в научно-педагогическую деятельность, подготовку высокопрофессиональных специалистов для Чеченской Республики.
- Нагрудный знак Министерства науки и высшего образования Российской Федерации «Молодой ученый» (2021);
- Нагрудный знак Министерства науки и высшего образования Российской Федерации «Почетный наставник» (2023);
- Почетное звание «Ветеран труда» (2025).
- Лауреат Всероссийской независимой литературной премии «ЛИРА»[8] имени О. Э. Мандельштама;
- Кандидат философских наук (2011)[2];
- Доктор педагогических наук (2011)[2];
- Доктор философских наук (2017)[2];
- Доктор культурологии (2024);
- Профессор (2017, 2018, 2020, 2021)[2]:
- – приказом Министерства образования и науки Российской Федерации от 07.03.2017 г. № 167/нк-1 присвоено ученое звание профессора по научной специальности «Теория и методика профессионального образования»;
- – приказом Министерства науки и высшего образования Российской Федерации от 03.06.2020 г. № 417/нк присвоено ученое звание профессора по научной специальности «Философия религии и религиоведение»;
- – приказом Министерства науки и высшего образования Российской Федерации от 02.10.2020 г. № 519/нк присвоено ученое звание профессора по научной специальности «Общая педагогика, история педагогики и образования»;
- – приказом Министерства науки и высшего образования Российской Федерации от 07.10.2021 г. № 1024/нк присвоено ученое звание профессора по научной специальности «Теоретико-исторические правовые науки».
- лауреат Общенациональной премии «Профессор года-2020». (2020 г.); нагрудный знак Министерства науки и высшего образования Российской Федерации «Молодой ученый» (2022 г.).

## Научные публикации
Список некоторых работ Н. Ярычева:
– Ярычев Н.У. Межпоколенческое взаимодействие в условиях социокультурной трансформации современного общества (социально-философский анализ): монография / Н. У. Ярычев; Под общей редакцией Римского Виктора Павловича. – Москва: ALMA MATER, 2008. – 166 с. ISBN 978-5-904629-41-0.
– Ярычев, Н. У. Конфликтологическая культура учителя: сущность, внутренне строение и особенности развития: монография / Н. У. Ярычев. – Москва: ALMA MATER, 2010. – 180 с. ISBN 978-5-904629-50-2.
– Ярычев Н.У., Ильясов Д.Ф. Конфликтологическая культура учителя и ее развитие в самообучающейся организации: монография / Н.У. Ярычев, Д.Ф. Ильясов. – Челябинск: изд-во «Образование», 2011. – 228 с. ISBN 978-5-904629-47-2.
– Ярычев Н.У. Диалог поколений в культурно-цивилизационной системе современной России: монография / Н. У. Ярычев. – Кисловодск: Автономная некоммерческая организация дополнительного профессионального образования и науки «Учебный центр «Магистр», 2015. – 292 с. ISBN 978-5-9906479-6-1.
– Ярычев Н.У. Взаимодействие поколений в контексте современных цивилизационных процессов: монография / Н. У. Ярычев. – Кисловодск: Автономная некоммерческая организация дополнительного профессионального образования и науки «Учебный центр «Магистр», 2015. – 160 с. ISBN 978-5-9906479-5-4.
– Ярычев, Н. У. Граф Павел Николаевич Игнатьев: просветитель, педагог и государственный деятель: монография (научное издание) / Н. У. Ярычев, М. И. Усманов. – Кисловодск: Учебный центр «Магистр», 2016. – 175 с. ISBN 978-5-9907772-1-7.
– Ярычев Н.У., Самбиева Л.И. Развитие профессиональной мобильности учителя современной школы (научное издание): монография / Н.У. Ярычев, Л. И. Самбиева. – Кисловодск: Автономная некоммерческая организация дополнительного профессионального образования и науки «Учебный центр «Магистр», 2016. – 232 с. ISBN 978-5-9907772-6-2.
– Ярычев Н.У. Подготовка будущих учителей к обеспечению прав ребенка в образовательном учреждении: монография / Н.У. Ярычев. – Москва: Московский институт государственного управления и права, 2017. 150 с. ISBN 978-5-9909450-9-8.
– Алипханова Ф.Н., Ярычев Н.У. Воспитание профессионально-нравственных качеств во внеучебной работе у студентов медицинского колледжа: монография / Ф.Н. Алипханова, Н.У. Ярычев. – Москва: Московский институт государственного управления и права, 2017. – 156 с. ISBN 978-5-9909654-1-6.
– Саидов З.А., Ярычев Н.У. Система национальной безопасности России и правовые механизмы обеспечения ее реализации: монография / З.А. Саидов, Н.У. Ярычев. – Грозный: Чеченский государственный университет имени Ахмата Абдулхамидовича Кадырова, 2021. – 246 с. ISBN 978-5-91127-308-8.
– Ярычев Н.У. Современная мемориальная культура Чеченской Республики Теоретико-методологические и прикладные аспекты изучения / Н.У. Ярычев. – Москва: Общество с ограниченной ответственностью «Издательство «Юнити-Дана», 2023. – 240 с. ISBN 978-5-238-03693-9.
Также Насруди Увайсович Ярычев является соавтором учебников и учебных пособий, используемых в образовательном процессе вузов:
– Столяренко А.М., Аминов И.И., Дедюхин К.Г., Никитская Е.А., Явдошенко Е.О., Ярычев Н.У. Педагогика и психология: учебник для студентов вузов / Сер. Золотой фонд российских учебников. (Четвертое издание, переработанное и дополненное). – Москва: Издательство: Общество с ограниченной ответственностью «Издательство «Юнити-Дана», 2023. – 544 с. ISBN 978-5-238-03699-1;
– Гейжан Н.Ф., Мудрик А.В., Калиниченко И.А., Ярычев Н.У. Педагогика: под научной редакцией А.А. Реана, А.В. Мудрика Под общей редакцией Л.А. Казанцевой, Е.А. Никитской. – Третье издание, переработанное и дополненное. – Москва: Общество с ограниченной ответственностью «Издательство «Юнити-Дана», 2023. – 432 с. ISBN 978-5-238-03806-3;
– Грошев И.В., Костина Л.Н., Сухов А.Н., Ярычев Н.У., Аминов И.И., Гераськин М.Г., Дедюхин К.Г., Калиниченко И.А., Абилова Ф.А. Социальная психология: классический учебник (серия научных изданий по психологии и педагогике служебной деятельности) / Под науч. ред. д-ра псих. наук, проф. И.В. Грошева, д-ра псих. наук, проф. А.Н. Костина. – Москва: Издательство: Общество с ограниченной ответственностью «Издательство «Юнити-Дана», 2023. – 544 с. ISBN 978-5-238-03790-5;
– Золкин А.Л., Бельский В.Ю., Иоселиани А.Д., Ярычев Н.У. [и др.]. Философия: учебник для студентов вузов, обучающихся по направлениям «Юриспруденция», «Философия» / А. Л. Золкин, В. Ю. Бельский, А. Д. Иоселиани [и др.]. – Москва: ООО «ИЗДАТЕЛЬСТВО ЮНИТИ-ДАНА», 2024. – 640 с. ISBN 978-5-238-03894-0;
– Ильясов Д.Ф., Ярычев Н.У., Селиванова Е.А. Практическая психология в педагогической деятельности учителя / Д. Ф. Ильясов, Н. У. Ярычев, Е. А. Селиванова [и др.]. Том Книга 2. – Челябинск: Челябинский институт переподготовки и повышения квалификации работников образования, 2021. – 216 с. ISBN 978-5-503-00422-9;
– Кокаева И.Ю., Ярычев Н.У. Педагогическая психогигиена: учебное пособие для магистрантов / И. Ю. Кокаева, Н. У. Ярычев. – 2-е издание, переработанное. – Грозный: Чеченский государственный университет им. Ахмата Абдулхамидовича Кадырова, 2019. – 168 с.
Аминов И.И., Ганишина И.С., Горохова В.В., Ярычев Н.У. и др. Эстетическая культура и эстетическое воспитание сотрудников правоохранительных органов / И. И. Аминов, И. С. Ганишина, В. В. Горохова, Н.У. Ярычев [и др.]. – Второе издание, переработанное и дополненное. – Москва: Общество с ограниченной ответственностью «Издательство «Юнити-Дана», 2023. – 320 с. ISBN 978-5-238-03719-6.